# Lijst van beschermd erfgoed in Rumes
Onderstaande tabel geeft een overzicht van de beschermde erfgoederen in de gemeente Rumes. Het beschermd erfgoed maakt deel uit van het cultureel erfgoed in België.
| Object                  | Bouwjaar/architect | Deelgemeente | Adres          | Coördinaten                   | Nummer?                | Afbeelding              |
| ----------------------- | ------------------ | ------------ | -------------- | ----------------------------- | ---------------------- | ----------------------- |
| Calvariekapel van Rumes | 1855-1856          | Rumes        | Rue de la Cure | 50° 33' 27" NB, 3° 18' 12" OL | 57072-CLT-0001-01 Info | Calvariekapel van Rumes |